# 哈里·克尔 (田径运动员)
哈里·克尔（英語：Harry Kerr，1879年1月28日—1951年5月17日），新西兰男子田径运动员，主攻竞走。他曾代表澳大拉西亚参加1908年夏季奥林匹克运动会田径比赛，获得男子3500米竞走铜牌。